# Roberto di Hentzau
Roberto di Hentzau (Rupert of Hentzau) è un film muto del 1923 diretto da Victor Heerman, sequel de Il prigioniero di Zenda.

## Trama
Rupert of Hentzau, uno dei principali artefici della cospirazione contro il re di Ruritania, ritorna in patria dall'esilio. Creduto morto da tutti, Hentzau intercetta una lettera della regina Flavia indirizzata a Rassendyll, il sosia del re, colui che aveva fatto fallire il complotto dei congiurati. Nella lettera, Flavia confessa il suo amore per Rassendyll, mai sopito dopo la sua partenza, e racconta della sua infelicità di donna non amata. Rupert uccide il re e usa la lettera per ricattare Rassendyll e la regina: volendo impadronirsi del trono, minaccia i due di rivelare il contenuto della missiva se oseranno frapporsi tra lui e la corona. Ma Hentzau rimane ucciso nel duello che ingaggia con Rassendyll. Quest'ultimo, rifiutando di salire sul trono accanto a Flavia, ritorna in Inghilterra dove però Flavia, dopo aver abdicato, lo raggiungerà ben presto.

## Produzione
Il film fu prodotto dalla Selznick Pictures Corporation.

## Distribuzione
Il copyright del film, richiesto dalla Selznick Pictures, fu registrato il 6 luglio 1923 con il numero LP19184.
Distribuito dalla Selznick Distributing Corporation, il film fu presentato in anteprima l'8 luglio a New York. Uscì nelle sale cinematografiche USA il 15 luglio 1923. In Italia venne distribuito dalla F.B.O. nel 1926.